# Natanaël Frenoy
Natanaël Frenoy (8 januari 1999) is een Belgisch voetballer die als rechtsback voor KSK Tongeren speelt.

## Carrière
Natanaël Frenoy speelde in de jeugd van RES Champlonaise en Standard Luik. In het seizoen 2019/20 werd hij door Standard Luik aan MVV Maastricht verhuurd. Frenoy debuteerde voor MVV op 9 augustus 2019, in de met 3-2 verloren uitwedstrijd tegen Go Ahead Eagles. In januari 2020 keerde hij terug naar Standard en werd vervolgens verhuurd aan Royal Football Club de Liège. Hij kwam niet in actie voor RFC, maar maakte in de zomer van 2020 wel de definitieve overstap naar deze club. Hier kwam hij weer niet in actie, omdat het seizoen vanwege de coronacrisis afgelast werd. In 2021 vertrok hij naar KSK Tongeren.

### Statistieken
| Seizoen                       | Club                           | Land           | Competitie          | Competitie | Competitie | Beker | Beker | Totaal | Totaal |
| Seizoen                       | Club                           | Land           | Competitie          | Wed.       | Dlp.       | Wed.  | Dlp.  | Wed.   | Dlp.   |
| ----------------------------- | ------------------------------ | -------------- | ------------------- | ---------- | ---------- | ----- | ----- | ------ | ------ |
| 2019/20                       | → MVV Maastricht               | Nederland      | Eerste divisie      | 10         | 0          | 0     | 0     | 10     | 0      |
| 2019/20                       | → Royal Football Club de Liège | België         | Eerste kl. amateurs | 0          | 0          | 0     | 0     | 0      | 0      |
| 2020/21                       | Royal Football Club de Liège   | België         | Eerste nationale    | 0          | 0          | 0     | 0     | 0      | 0      |
| Carrièretotaal                | Carrièretotaal                 | Carrièretotaal | Carrièretotaal      | 10         | 0          | 0     | 0     | 10     | 0      |
| Bijgewerkt op 23 oktober 2021 |                                |                |                     |            |            |       |       |        |        |